# Темирсултанова, Данагуль Кайырсаповна
Данагуль Кайырсаповна Темирсултанова (каз. Данагүл Қайырсапқызы Темірсұлтанова; 9 мая 1964; Казталовский район, Западно-Казахстанская область, КазССР) — казахстанская актриса кино и театра, заслуженный деятель Казахстана (2008).

## Биография
Родилась 9 мая 1964 года в Казталовском районе Западно-Казахстанской области.
В 1987 году после окончания театрального факультета Алма-Атинского государственного театрально-художественного института по направлению была принята в Казахский государственный академический театр драмы имени Мухтара Ауэзова.
С 1988 года — артистка телевизионной юмористической программы, а в последствии и  Республиканского юмористического театра «Тамаша»;

## Семейная жизнь
Замужем. Супруг-Азат Райымбекович Сейтметов — казахский актёр кино и театра. Заслуженный деятель Казахстана.
Уже более 20 лет состоит в браке с актёром Азатом Сейтметовым. Супруги познакомились на съёмках, после чего начали бурный роман. Их считают образцовой парой, поскольку ни разу в общественности не афишировались их скандалы или проблемы. Они воспитывают дочерей Айшу и Айым которая тоже пробует себя в кинематографе, а также миллионный блогер, у них еще есть сын Кайсар.

## Творчество

### Роли в театре
Казахский театр драмы имени М. О. Ауэзова
Из казахской и мировой классики и современной драматургии:
- М. Ауэзов «Карагоз» (режиссер Б. Атабаев) — Карагоз;
- М. Ауэзов «Айман-Шолпан» (режиссер Е. Обаев) — Айман;
- М. Ауэзов «Абай» (режиссер Е. Обаев) — Карлыгаш;
- A. Кекилбаев «Абылай хан» (режиссер Б. Атабаев) — Топыш;
- Р. Муканова «Ангел с дьявольским лицом» (режиссер Б. Атабаев) — Лейла;
- Б. Мукай «Ночь пресыщения» (режиссер С. Асылханов) — Перизат;
- Б. Мукай «Кавалеры» (режиссер О. Кенебаев) — Айжан;
- Е. Аманшаев «Сломанная колыбель» (режиссер А. Рахимов) — Алмагуль;
- М. Макатаев «Прощай, любвь!» (режиссер Б. Атабаев) — Загыш;
- Б. Римова «Печаль матери» (режиссер Б. Атабаев) — Самал;
- Т. Нурмаганбетов «Прощание со старым домом» (режиссер Е. Обаев) — Зира;
- A. Акпанбетов «Дуние-думан» (режиссер К. Сугурбеков) — Айман;
- Шахимарден «Томирис» (режиссер Тунгышбай аль-Тарази) — Амага;
- Д. Исабеков «Актриса» (режиссер Н. Жуманиязов) — Айгуль;
- K. Мухамеджанова Ч. Айтматов «Восхождение на Фудзияму» (режиссер О. Кенебаев) — Гульжан;
- Д. Исабеков «Наследники» (режиссер О. Кенебаев) — Сызганова;
- Е. Жуасбек «Смеяться или плакать? ..» (режиссер М. Ахманов) — Апа;
- М. Омарова «Вкус хлеба» (режиссер А. Какишева) — жена сельского жителя;
- М. Омарова «Ахико из Актаса» (режиссер А. Маемиров) — Актамак;
- B. Томас «Я твоя сестра» (режиссер А. Рахимов) — Элла;
- С. Ахмад «Бунт невесток» (режиссер Р. Сейтметов) — Нигора;
- А. Чехов «Чайка» (режиссер Б. Атабаев) — Заречная;
- Мольер «Одураченный муж» (режиссер А. Рахимов) — Анжелика;
- Г. Гауптман «Перед заходом солнца» (режиссер Р. Андриасян) — Оттилия;
- Т. Мурод «Ночь, когда плачут кони» (режиссер О. Салимов) — Мамасулу;
- Г. Горин «Герострат» (режиссер А. Оразбек) — Клементина;
- Б. Жакиев «Не делайте друг другу больно» (режиссер Е. Обаев) — Невестка;
- У. Гаджибеков «Аршин мал алан» (режиссер Тунгышбай аль-Тарази) — Асия;
- А. Чехов «Три сестры» (перевод А. Бопежановой, режиссеры Р. Андриасян, А. Какишева) — Ольга.

### Фильмография
|    | Год       | Название                      | Роль                 | Режиссёр                               |
| -- | --------- | ----------------------------- | -------------------- | -------------------------------------- |
| 1  | 1985      | «Человек-олень»               | Айгуль               | Максим Смагулов                        |
| 2  | 1986      | «На перевале»                 | актриса              | Серик Жармухамедов, Кадыр Джетписбаев  |
| 3  | 2001—2003 | «Саранча» (телесериал)        | Жанбиба жена-наседка | Алексей Григорьев (II), Галина Ефимова |
| 4  | 2011      | «Айналаин» сериал             | Булбул               | Канагат Мустафин                       |
| 5  | 2012      | «Прямой эфир» сериал          | главная роль         |                                        |
| 6  | 2012      | «ВУЗеры» (сериал 2012 – 2014) | актриса              | Аскар Узабаев, Айгуль Аксамбиева       |
| 7  | 2013      | «Спасатель» сериал            | актриса              | Тохтар Карсакбаев                      |
| 8  | 2013—2014 | «Домашние войны» (телесериал) | Зулиха главная роль  | Алексей Кирющенко, Кирилл Бин          |
| 9  | 2015      | «Свадьба на троих»            | актриса              | Аскар Бисембин                         |
| 10 | 2016      | «Гламур для дур»              | мама Улжана          | Аскар Узабаев                          |
| 11 | 2017      | «100 минут о любви»           | менеджер банка       | Альмири Карпыков                       |
| 12 | 2017      | «Келинка тоже человек»        | Майра главная роль   | Аскар Узабаев                          |
| 13 | 2018      | «Любовь. Надежда. Астана»     | актриса              | Иван Глубоков, Олжас Ермекбаев         |
| 14 | 2018      | «Келинка тоже человек-2»      | Майра главная роль   | Аскар Узабаев                          |

## Награды и звания
- 2001 — Указом Президента РК награждён юбилейной медалью «10 лет независимости Республики Казахстан»;
- 2008 — присвоено почётное звание «Қазақстанның еңбек сіңірген қайраткері» (Заслуженный деятель Казахстана);
- 2016 — Указом Президента РК награждён юбилейной медалью «25 лет независимости Республики Казахстан»;
- 2018 — Премия «Выбор критиков — 2018» Республики Казахстан «Лучшая женская роль второго плана» в картине «Келинка тоже человек»;
- 2021 — Указом Президента РК награждён юбилейной медалью «30 лет независимости Республики Казахстан»;
- 2024 (23 октября) — Указом Президента РК награждён орденом «Парасат».[1]